# Mats Hansén
Mats Hansén, född 2 april 1947 i Lund, död 9 januari 2009 i Lund, var en svensk konstnär. 
Mats Hansén var 1964-65 elev till Carl Malmsten, Bertil Vallien och Ulrica Hydman-Vallien. Åren 1965–68 studerade han på Konstfack och 1971 på Valands konstskola.

## Offentliga verk i urval
- Länsarbetsnämnden i Karlskrona, 1986

## Representerad
- Malmö Museum
- Ystads Konstmuseum
- Konsthallen Hishult
- Göteborgs universitet
- Ronneby stadsbibliotek
- Åkerlund & Rausings samling - Förpackningen i konsten